# Texas Tech University System
Das Texas Tech University System ist ein Verbund staatlicher Universitäten im US-Bundesstaat Texas.

## Standorte
Hochschulen
- Angelo State University
- Texas Tech University at Abilene
- Texas Tech University at Amarillo
- Texas Tech University at Fredericksburg
- Texas Tech University at Highland Lakes
- Texas Tech University Center at Junction
- Texas Tech University (Hauptcampus)
- Texas Tech University Center in Seville (Spanien)
- Texas Tech University Center in Quedlinburg (Deutschland)

Health Sciences Center
- Texas Tech University Health Sciences Center Amarillo Campus
- Texas Tech University Health Sciences Center El Paso
- Texas Tech University Health Sciences Center (Lubbock)
- Texas Tech University Health Sciences Center Permian Basin Campus